# Дом П. А. Сырейщикова (Рахмановых)
Дом П. А. Сырейщикова (Рахмановых) — памятник архитектуры, расположенный в Москве.

## История
Здание возведено в конце XVIII века. В то время владельцем постройки был московский купец С. А. Татаринов, в начале XIX века его приобрёл купец П. А. Сырейщиков, с 1830-х годов и вплоть до Октябрьской революции особняк находился во владении купцов-старообрядцев Рахмановых.
Архитектурное сооружение было тщательно отреставрировано.
В настоящее время дом П. А. Сырейщикова (Рахмановых) является одним из объектов культурного наследия федерального значения.

## Архитектура
Дом на пересечении с улицей Воронцово поле имеет в своей основе палаты XVII века. Угловое двухэтажное здание с полукруглым выступом и вытянутыми окнами имеет характерный для классицизма XVIII века облик. Фасад оформлен филёнками, полочками, горизонтальными тягами и декорирован пилястрами неканоничного ионического ордера. Расположенные со двора входы в дом и флигель украшают классические кованые зонтики. В здании сохранились интерьеры парадной анфилады второго этажа. В отделке комнат использованы наборный паркет, лепнина и позолота, искусственный мрамор, ткани для обивки стен.